# Micaela Cocks
Micaela Cocks (2 de maio de 1986) é uma basquetebolista neozelandesa.

## Carreira
Cocks integrou a Seleção Neozelandesa de Basquetebol Feminino nos Jogos Olímpicos de Pequim 2008, terminando na décima posição.